# Short track na Zimowym Olimpijskim Festiwalu Młodzieży Europy 2025
Short track na Zimowym Olimpijskim Festiwalu Młodzieży Europy 2025 – jedna z dyscyplin rozgrywanych podczas festiwalu w dniach 10–11 oraz 15 lutego 2025 w Batumi Ice Arena w gruzińskim Batumi. Podczas zawodów odbyło się siedem konkurencji.

## Zestawienie medalistów
Zestawienie medalistów sporządzone na podstawie:

### Dziewcząt
| Data           | Konkurencja        | Złoto                    | Wynik    | Srebro                   | Wynik    | Brąz             | Wynik    |
| -------------- | ------------------ | ------------------------ | -------- | ------------------------ | -------- | ---------------- | -------- |
| 10 lutego 2025 | 1500 m (szczegóły) | Lisa-Victoria Ngo Mouaha | 2:42,123 | Daria Daszuta            | 2:42,562 | Marija Chochelko | 2:42,718 |
| 11 lutego 2025 | 500 m (szczegóły)  | Isra Gharsallaoui        | 45,994   | Natasa Molnár            | 46,102   | Marija Chochelko | 46,277   |
| 15 lutego 2025 | 1000 m (szczegóły) | Marija Chochelko         | 1:35,703 | Lisa-Victoria Ngo Mouaha | 1:35,781 | Natasa Molnár    | 1:35,834 |

### Chłopców
| Data           | Konkurencja        | Złoto           | Wynik    | Srebro             | Wynik    | Brąz           | Wynik    |
| -------------- | ------------------ | --------------- | -------- | ------------------ | -------- | -------------- | -------- |
| 10 lutego 2025 | 1500 m (szczegóły) | Jesper Schmitz  | 2:27,560 | Filippo Pezzoni    | 2:27,753 | Elio Calanca   | 2:27,827 |
| 11 lutego 2025 | 500 m (szczegóły)  | Filippo Pezzoni | 43,420   | Franciszek Izbicki | 43,443   | Mihály Árendás | 43,555   |
| 15 lutego 2025 | 1000 m (szczegóły) | Filippo Pezzoni | 1:32,607 | Alessandro Picco   | 1:32,795 | Berat Efe Dal  | 1:33,302 |

### Konkurencje mieszane
| Data           | Konkurencja                          | Złoto | Wynik    | Srebro  | Wynik    | Brąz   | Wynik    |
| -------------- | ------------------------------------ | ----- | -------- | ------- | -------- | ------ | -------- |
| 15 lutego 2025 | Sztafeta mieszana 2000 m (szczegóły) | Węgry | 2:50,253 | Francja | 2:50,326 | Turcja | 2:55,823 |

## Klasyfikacja medalowa

### Ogólna
*   Gospodarz ( Gruzja)
| Miejsce | Reprezentacja | Złoto | Srebro | Brąz | Razem |
| ------- | ------------- | ----- | ------ | ---- | ----- |
| 1       | Francja       | 2     | 2      | 1    | 5     |
| 2       | Włochy        | 2     | 2      | 0    | 4     |
| 3       | Węgry         | 1     | 1      | 2    | 4     |
| 4       | Ukraina       | 1     | 0      | 2    | 3     |
| 5       | Holandia      | 1     | 0      | 0    | 1     |
| 6       | Polska        | 0     | 2      | 0    | 2     |
| 7       | Turcja        | 0     | 0      | 2    | 2     |
| Razem   | Razem         | 7     | 7      | 7    | 21    |

### Dziewcząt
*   Gospodarz ( Gruzja)
| Miejsce | Reprezentacja | Złoto | Srebro | Brąz | Razem |
| ------- | ------------- | ----- | ------ | ---- | ----- |
| 1       | Francja       | 2     | 1      | 0    | 3     |
| 2       | Ukraina       | 1     | 0      | 2    | 3     |
| 3       | Węgry         | 0     | 1      | 1    | 2     |
| 4       | Polska        | 0     | 1      | 0    | 1     |
| Razem   | Razem         | 3     | 3      | 3    | 9     |

### Chłopców
*   Gospodarz ( Gruzja)
| Miejsce | Reprezentacja | Złoto | Srebro | Brąz | Razem |
| ------- | ------------- | ----- | ------ | ---- | ----- |
| 1       | Włochy        | 2     | 2      | 0    | 4     |
| 2       | Holandia      | 1     | 0      | 0    | 1     |
| 3       | Polska        | 0     | 1      | 0    | 1     |
| 4       | Węgry         | 0     | 0      | 1    | 1     |
| 4       | Turcja        | 0     | 0      | 1    | 1     |
| 4       | Francja       | 0     | 0      | 1    | 1     |
| Razem   | Razem         | 3     | 3      | 3    | 9     |